# Michał Łogosz
Michał Łogosz (né à Płock en Pologne le 23 novembre 1977) est un joueur de badminton polonais.

## Palmarès

### Championnats d'Europe
- Médaille d’argent  au Championnats d'Europe de badminton par équipes en 2010 avec Adam Cwalina
- Médaille de bronze par équipes en 2008 avec Przemysław Wacha, Nadieżda Kostiuczyk et Anna Narel
- Médaille de bronze en double messieurs en 2006 avec Robert Mateusiak
- Médaille de bronze en double messieurs en 2004 avec Robert Mateusiak
- Médaille de bronze en double messieurs en 2002 avec Robert Mateusiak
- Médaille de bronze en double messieurs en 2000 avec Robert Mateusiak

### Championnats de Pologne
- 13 fois Champion national en double